# Edmond Cros
Edmond Cros (1931- 2019) fue hispanista francés y uno de los primeros teóricos de los estudios sociocríticos. Hasta su fallecimiento ha sido catedrático emérito de la Universidad "Paul Valéry"-Montpellier III (Francia), en la que promovió los estudios latinoamericanos y en la que creó el Centre d'Études et Recherches Sociocritiques de Montpellier (CERS), institución investigadora que estuvo en el origen de la creación del Institut International de Sociocritique (IIS) fundado en la Universidad de Guadalajara (México) en 1991. Fue el fundador de la revista Sociocriticism, entre otras publicaciones. Además, ocupó la Andrew W. Mellon Chair en la Universidad de Pittsburgh durante siete años y fue profesor visitante en las universidades de Kansas, Virginia, Montreal y Granada. En 2013 fue elegido académico correspondiente de la Academia de Buenas Letras de Granada.

## Publicaciones
- Mateo Alemán, introducción a su vida y obra, Salamanca, Anaya, 1971.
- l’Aristocrate et le carnaval des gueux, étude sur le Buscón de Quevedo, Montpellier, C.E.R.S, 1975; vers. esp., Ideología y genética textual. El caso del Buscón, Madrid, Cupsa, 1980.
- Ideología y genética textual. El caso del Buscón, Madrid, Cupsa, 1980.
- Théorie et pratique sociocritiques, Montpellier, C.E.R.S. 1983; 2e. Édition, revue et corrigée, 1997; vers. esp.: Literatura, ideología y sociedad, Madrid, Gredos, 1986; vers. inglesa: Theory and Practice of Sociocriticism, Minneapolis, University of Minnesota Press, 1988.
- De l`engendrement des formes, Montpellier, C. E. R. S, 1990.
- Ideosemas y Morfogénesis del Texto. Literatura española e hispanoamericana, Frankfurt am Main, Vervuert, 1992.
- D’un sujet à l’autre: sociocritique et psychanalyse, Montpellier, C.E.R.S., 1995; vers. esp.: El sujeto cultural. Sociocrítica y psicoanálisis, Buenos Aires, Corregidor, 1997; Montpellier, C.E.R.S., 2002, segunda edición española corregida y aumentada; Le sujet culturel. Sociocritique et psychanalyse, Paris, L’Harmattan, 2005, segunda edición francesa corregida y aumentada.
- Genèse socio-idéologique des formes, Montpellier, C.E.R.S., 1998.
- La sociocritique, Paris, L’Harmattan, 2003; vers. esp.: La sociocrítica (Prólogo de Antonio Chicharro e introducción de Francisco Linares), Madrid, Arco Libros, 2009.
- El Buscón como sociodrama (Prólogo de Antonio Chicharro), Granada, Editorial Universidad de Granada, 2006.